# Tunnel de Deux Choux
 (mars 2024).
Si vous disposez d'ouvrages ou d'articles de référence ou si vous connaissez des sites web de qualité traitant du thème abordé ici, merci de compléter l'article en donnant les références utiles à sa vérifiabilité et en les liant à la section « Notes et références ».
Le tunnel de Deux Choux (parfois appelé tunnel de la Trace) est un tunnel routier situé sur la route de la Trace (RN 3) en Martinique qui assure la jonction entre Fort-de-France et Le Morne-Rouge au nord de l'île. Long de 48 mètres et large de 8 mètres, il se trouve sur le territoire de la commune du Morne-Rouge.
Ouvert en 1920, il fut restauré en 2014.